# Augusta Evans Wilson
Augusta Jane Wilson ou Augusta Evans Wilson (8 mai 1835 - 9 mai 1909) était un écrivain américain, représentante majeure de la littérature sudiste aux États-Unis. Elle écrivit neuf romans : Inez (1850), Beulah (1859), Macaria (1863), St. Elmo (1866), Vashti (1869), Infelice (1875), At the Mercy of Tiberius (1887), A Speckled Bird (1902) et Devota (1907). 